# Clement Coughlan
Clement Coughlan (irisch Clement Ó Cochláin; * 14. August 1942 in County Donegal; † 1. Februar 1983 im County Donegal) war ein irischer Politiker der Fianna Fáil. Von November 1980 bis zu seinem Tod war er Teachta Dála (Abgeordneter) im Dáil Éireann, dem irischen Unterhaus. 

## Lebenslauf
Coughlan arbeitete vor seinem Einstieg in die Politik als Schulleiter. Bei der Nachwahl im Wahlkreis Donegal für den verstorbenen Joseph Brennan rückte er für diesen in den Dáil am 6. November 1980 nach. Er war dann 1981, nach dem Neuzuschnitt der Wahlkreise, im Wahlkreis Donegal South-West erfolgreich und konnte seinen Sitz verteidigen. Dies gelang ihm auch bei den Wahlen im Februar und November 1982. Am 1. Februar 1983 starb er an den Folgen eines Verkehrsunfalls. In einer Nachwahl wurde sein Bruder Cathal Coughlan zu seinem Nachfolger als Abgeordneter gewählt, starb aber bereits 1986. Dessen Tochter Mary Coughlan zog bei den nachfolgenden Wahlen in den Dáil ein. 
Er war mit Peggy verheiratet und hatte mit ihr fünf Söhne und zwei Töchter.